# 칼빈 베르동크
칼빈 로날드 베르동크(인도네시아어: Calvin Ronald Verdonk, 네덜란드어: Calvin Ronald Verdonk 칼빈 로날드 페르동크[*], 1997년 4월 26일 ~ )는 에레디비시 클럽 NEC에서 레프트백 또는 센터백으로 활약하는 인도네시아의 프로 축구 선수이다. 네덜란드에서 태어난 그는 인도네시아 국가대표팀에서 뛰고 있다.

## 구단 경력

### 페예노르트
베르동크는 페예노르트 출신의 유소년 지수 선수이다. 그는 2014년 4월 24일, 클럽과 3년 계약에 합의하며 첫 프로 계약을 체결했다. 그는 2015년 3월 8일, 엑셀시오르 로테르담과의 경기에서 3-0 홈 경기에서 73분 만에 루카스 우덴베르크를 대신해 에레디비시 데뷔 전을 치렀다. 2015년 11월 11일, 그는 2020년 중반까지 계약을 연장했다.

#### PEC 즈볼러로의 임대
2016년 5월 24일, 베르동크는 한 시즌 동안의 임대 계약으로 PEC 즈볼러에 합류했다.

#### NEC로의 임대
2017년 8월 2일, 베르동크는 시즌이 끝날 때까지 NEC 네이메헌으로 임대되었다.

#### 트벤터로의 임대
2019년 8월 16일, 베르동크는 2019-20년 시즌이 끝날 때까지 트벤터로 임대되었다.

### 파말리캉
2020년 9월 11일, 베르동크는 4년 계약으로 포르투갈의 파말리캉에 합류했다.

### NEC
2021년 8월 30일, 베르동크는 한 시즌 동안 임대로 NEC로 복귀했다. 2022년 7월 6일, NEC는 그의 권리를 매입하여 이적을 영구화했다.

## 국가대표팀 경력
베르동크는 네덜란드의 청소년 국가대표였으며, 17세 이하 국가대표팀에서 처음 출전했다.
2024년 4월, 베르동크는 국제 대회에서 인도네시아를 대표하기로 결정했음을 확인했다. 그는 2024년 6월 11일, 필리핀과의 2026년 FIFA 월드컵 예선 경기에서 인도네시아 국가대표팀에 데뷔하여 2-0 승리를 거두었다.

## 사생활
네덜란드에서 태어난 베르동크는 인도네시아 혈통이다.
2024년 6월 4일, 베르동크는 공식적으로 인도네시아 국적을 취득했다.